# Jan Laštůvka

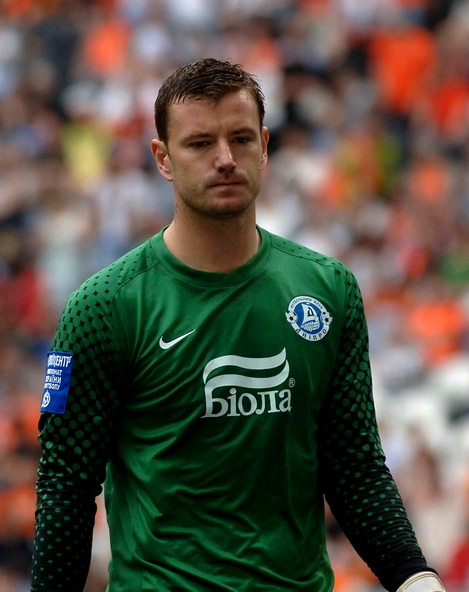
Foto uit 2011

Jan Laštůvka (Havířov, 7 juli 1982) is een Tsjechisch voetballer die als keeper die speelt.
Zijn profcarrière begon bij FC Baník Ostrava, daarna speelde hij nog onder andere voor Sjachtar Donetsk en  Dnipro Dnipropetrovsk.
Hij nam met Tsjechië deel aan het EK voetbal 2012 in Polen en Oekraïne, waar de ploeg van bondscoach Michal Bílek in de kwartfinales werd uitgeschakeld door Portugal dankzij een rake kopbal van Cristiano Ronaldo. Laštůvka kwam tijdens dat toernooi niet in actie.

## Carrière
| seizoen | club                  | land      | competitie     | duels | goals |
| ------- | --------------------- | --------- | -------------- | ----- | ----- |
| 1999/00 | FC Karviná            | Tsjechië  | Druhá liga     | ?     | ?     |
| 2000/01 | FC Baník Ostrava      | Tsjechië  | Gambrinus liga | 24    | 0     |
| 2001/02 | FC Baník Ostrava      | Tsjechië  | Gambrinus liga | 25    | 0     |
| 2002/03 | FC Baník Ostrava      | Tsjechië  | Gambrinus liga | 30    | 0     |
| 2003/04 | Sjachtar Donetsk      | Oekraïne  | Vysjtsja Liha  | 14    | 0     |
| 2004/05 | Sjachtar Donetsk      | Oekraïne  | Vysjtsja Liha  | 7     | 0     |
| 2005/06 | Sjachtar Donetsk      | Oekraïne  | Vysjtsja Liha  | 13    | 0     |
| 2006/07 | Sjachtar Donetsk      | Oekraïne  | Vysjtsja Liha  | 2     | 0     |
| 2006/07 | Fulham FC             | Engeland  | Premier League | 8     | 0     |
| 2007/08 | VfL Bochum            | Duitsland | 1. Bundesliga  | 25    | 0     |
| 2008/09 | West Ham United       | Engeland  | Premier League | 0     | 0     |
| 2009/10 | Dnipro Dnipropetrovsk | Oekraïne  | Vysjtsja Liha  | 17    | 0     |
| 2010/11 | Dnipro Dnipropetrovsk | Oekraïne  | Vysjtsja Liha  | 20    | 0     |
| 2011/12 | Dnipro Dnipropetrovsk | Oekraïne  | Vysjtsja Liha  | 7     | 0     |